# 정상 상태 (화학)
정상 상태(定常狀態, 영어: steady state)는 화학에서 상태 변수를 변경하기 위해 노력하는 진행 중인 프로세스에도 불구하고 모든 상태 변수가 일정한 상황을 지칭한다. 전체 시스템이 정상 상태에 있으려면, 즉 시스템의 모든 상태 변수가 일정하려면 시스템을 통한 흐름이 있어야 한다(물질 수지와 비교). 이러한 시스템의 간단한 예는 수도꼭지가 틀어져 있지만 배수구 마개가 열려 있는 욕조의 경우이다. 일정한 시간이 지나면 물이 같은 속도로 들어오고 나가므로 수위(상태 변수)가 안정화되고 시스템은 정상 상태에 놓이게 된다.

## 같이 보기
- 전이 상태
- 정상 상태
- 정상 상태 (생화학)